# Honuba
Honuba är en ort i Azerbajdzjan.   Den ligger i distriktet Jardymly, i den södra delen av landet, 200 km sydväst om huvudstaden Baku. Honuba ligger 875 meter över havet och antalet invånare är 772.
Terrängen runt Honuba är huvudsakligen kuperad. Honuba ligger uppe på en höjd. Närmaste större samhälle är Arkewan, 18,2 km öster om Honuba. 
Omgivningarna runt Honuba är en mosaik av jordbruksmark och naturlig växtlighet. Runt Honuba är det ganska tätbefolkat, med 67 invånare per kvadratkilometer.